# アルバロ・ベリズ
アルバロ・ベリズ (Álvaro Véliz、1972年2月9日 - )は、チリの歌手・作曲家・ミュージシャンである。

## 人物
サンティアゴにて生まれたベリズは音楽学校で学んだあと、主にパブやディスコで生計を立てる日々であった。
その後マイアミの国際音楽大会で優れた成績を残す。ベリズは国内および国際大会で数々の賞を受賞している。
ベリズはスペイン語版の『名探偵コナン』、『ドラゴンボールZ』、『スラムダンク』、『ポケットモンスター』などの主題歌を歌ったことで知られている。